# NGC 5116
NGC 5116 في الفهرس العام الجديد، هي مجرة، تقع في كوكبة الهلبة. اكتشفت في 11 أبريل 1785 بواسطة ويليام هيرشل.

## روابط خارجية
- NGC 5116 على موقع ويكي سكاي: DSS2, SDSS, GALEX, IRAS, Hydrogen α, X-Ray, Astrophoto, Sky Map, Articles and images